# Bansud
Bansud è una municipalità di seconda classe delle Filippine, situata nella provincia di Mindoro Orientale, nella regione Mimaropa.
Bansud è formata da 13 barangay:
- Alcadesma
- Bato
- Conrazon
- Malo
- Manihala
- Pag-Asa
- Poblacion
- Proper Bansud
- Proper Tiguisan
- Rosacara
- Salcedo
- Sumagui
- Villa Pag-asa